# Distretto di Lianxi
Il distretto di Lianxi (濂溪区S, Liánxī QūP) è un distretto della Cina, situato nella provincia di Jiangxi e amministrato dalla prefettura di Jiujiang.